# Керрі Сіммондс
Керрі Сіммондс (англ. Kerry Simmonds, нар. 3 квітня 1989, Сан-Дієго, Каліфорнія, США) — американська веслувальниця, олімпійська чемпіонка 2016 року, дворазова чемпіонка світу.

## Виступи на Олімпіадах
| Олімпіада | Дисципліна                     | Місце |
| --------- | ------------------------------ | ----- |
| Ріо 2016  | вісімка розстібна зі стерновим | 1     |